# Hebe diosmifolia
Hebe diosmifolia é uma espécie de planta do gênero Hebe, endêmica da Nova Zelândia.